# Casasco d'Intelvi
Casasco d'Intelvi is een plaats en was een gemeente in de Italiaanse provincie Como (regio Lombardije) en telt 435 inwoners (31-12-2012). De oppervlakte bedraagt 4,0 km², de bevolkingsdichtheid is 109 inwoners per km².
Op 1 januari 2018 is de gemeente samen met Castiglione d'Intelvi en San Fedele Intelvi opgegaan in Centro Valle Intelvi.

## Demografie
Casasco d'Intelvi telt ongeveer 178 huishoudens. Het aantal inwoners steeg in de periode 1991-2001 met 1,1% volgens cijfers uit de tienjaarlijkse volkstellingen van ISTAT.
| Jaar | Inwoneraantal |
| ---- | ------------- |
| 1991 | 375           |
| 2001 | 379           |

## Geografie
Casasco d'Intelvi ligt op ongeveer 619 m boven zeeniveau.
Casasco d'Intelvi grensde aan de volgende gemeenten: Castiglione d'Intelvi, Cerano d'Intelvi, San Fedele Intelvi, Schignano.

## Geboren in Casasco d'Intelvi
- Maurizio Pedetti (1719-1799), architect (Zuid-Duitse barok)

1. ↑  Popolazione Residente al 1° Gennaio 2018. Istituto Nazionale di Statistica. Geraadpleegd op 16 maart 2019.